# San Lucas Sacatepéquez
San Lucas Sacatepéquez est une ville du Guatemala dans le département de Sacatepéquez.

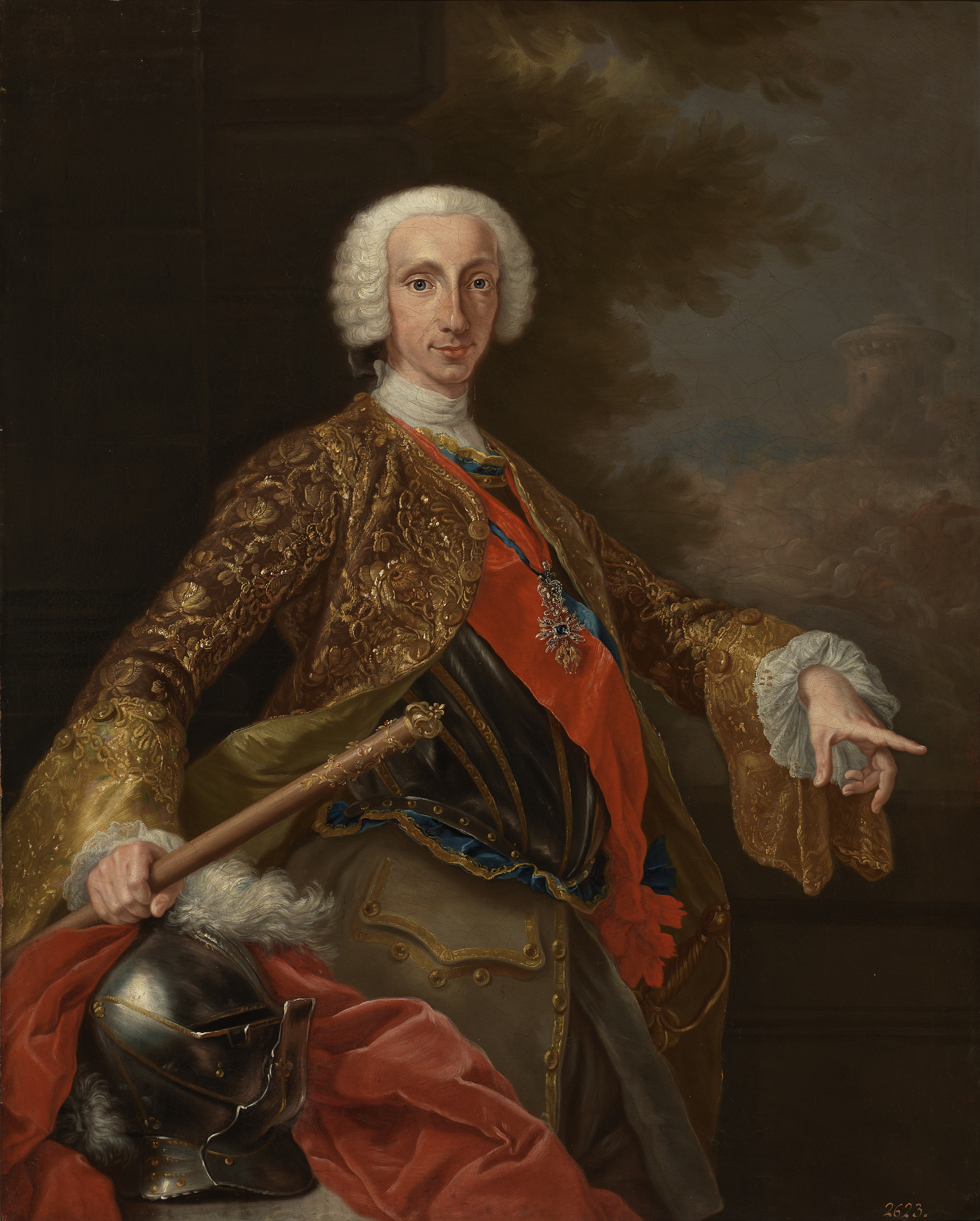
Roi Carlos III d'Espagne, promoteur des réformes Bourbon